# إرنست فالكنر
إرنست فالكنر هو سياسي ألماني، ولد في 24 فبراير 1909 في ميونخ في ألمانيا، وتوفي في 27 أكتوبر 1950 في لايبهايم في ألمانيا. نشط حزبياً في الحزب النازي والاتحاد الاجتماعي المسيحي. وقد انتخب عضو في البوندستاغ الألماني خلال فترته النيابية ‏ (7 سبتمبر 1949 – 27 أكتوبر 1950).

## وصلات خارجية
- إرنست فالكنر على موقع مونزينجر (الألمانية)